# Vieux Saint-Aubert
Le Vieux Saint-Aubert est un site du XIIe - XIVe siècle situé dans l'ancienne commune de Saint-Aubert-sur-Orne, commune de Putanges-le-Lac, en France.

## Localisation
Le monument est situé dans le département français de l'Orne, lieudit Le Vieux Saint-Aubert.

## Historique
Le site comporte essentiellement les vestiges de l'ancienne église du village. 
Le village est transféré au début du second quart du XIXe siècle et ce transfert s'accélère au début des années 1860.
L'ancien village constitue « une structure domaniale fossilisée » et une « réserve archéologique » et est inscrit au titre des Monuments historiques depuis le 14 septembre 1992.